# Michael Fitzgerald (Fußballspieler)
Michael Fitzgerald (jap. フィッツジェラルド 舞行龍 ジェームズ, Fitzgerald Michael James; * 17. September 1988 in Tokoroa), Spielername Michael James 舞行龍 ジェームズ, ist ein neuseeländisch-japanischer Fußballspieler.

## Karriere

### Verein
Fitzgerald erlernte das Fußballspielen in der Schulmannschaft der Seiritsu Gakuen High School. Seinen ersten Vertrag unterschrieb er 2008 beim japanischen Erstligisten Albirex Niigata. Danach spielte er bei Japan Soccer College (2009), Zweigen Kanazawa (2010–2011) und V-Varen Nagasaki (2012–2013). Im Mai 2013 erlangte Fitzgerald dann die japanische Staatsbürgerschaft. Im August 2013 kehrte er zu Albirex Niigata zurück. Für Niigata absolvierte er 94 Erstligaspiele. 2017 wechselte er zum Ligakonkurrenten Kawasaki Frontale. 2019 wechselte er zum Zweitligisten Albirex Niigata. Am Ende der Saison 2022 feierte er mit Albirex die Meisterschaft und den Aufstieg in die erste Liga. Am 2. November 2024 stand er mit Albirex im Finale des J. League Cup. Das Spiel gegen Nagoya Grampus verlor man im Elfmeterschießen.

### Nationalmannschaft
Im Jahr 2011 debütierte Fitzgerald für die neuseeländische Fußballnationalmannschaft. Er hat insgesamt drei Länderspiele für Neuseeland bestritten.

## Erfolge
Albirex Niigata
- Japanischer Zweitligameister: 2022  ▲
- Japanischer Ligapokalfinalist: 2024